# Prunières, Hautes-Alpes

Prunières este o comună în departamentul Hautes-Alpes, Franța. În 1 ianuarie 2022 avea o populație de 312 de locuitori.